# 米爾內 (洛佐瓦市鎮)
48°59′21″N 36°13′2″E / 48.98917°N 36.21722°E
米爾內（羅馬化：Myrne）是位於烏克蘭東部的村莊，由哈爾科夫州洛佐瓦區的洛佐瓦市鎮負責管轄。該村距離波爾塔夫斯凱4公里，始建於1929年，面積0.4平方公里，海拔高度156米，2001年人口279。